# Hemitriccus minimus
Hemitriccus minimus е вид птица от семейство Tyrannidae.

## Разпространение
Видът е разпространен в Боливия, Бразилия, Еквадор и Перу.